# What About Us? (Brandy-Lied)
What About Us? ist ein Contemporary-R&B-Lied der US-amerikanischen Sängerin und Songwriterin Brandy. Brandy selbst schrieb den Song gemeinsam mit  Kenisha Pratt, LaShawn Daniels, Nora Payne und Rodney Jerkins, welcher den Track auch produzierte. Im Januar 2002 wurde er als erste Single-Auskopplung in den Vereinigten Staaten veröffentlicht und als zweite Single in Europa, nach der Ballade Another Day in Paradise mit Bruder Ray J aus dem Jahre 2001.

## Erfolg
Mit deren Erscheinen Anfang Januar wurde das Lied ein sofortiger Erfolg: In der Schweiz, Dänemark, den USA, Großbritannien, Australien und Neuseeland erreichte What About Us? die Top Ten der Single-Charts. Der „Silk Hurley Remix“ wurde 2003 für einen Grammy der Kategorie „Bester nichtklassischer Remix Song“ nominiert. Neben der veröffentlichten Version existiert auch der offizielle Remix mit dem Rapper Nas.

## Hintergrund
What About Us? war eines der am Ende des Jahres 2001 neu-aufgenommenen Titel, welche Darkchild, während er mit Brandy dem Album Full Moon in Los Angeles, Kalifornien den letzten Schliff gab, produzierte. Nach dem Jerkins ihr den Song vorspielte, war Brandy auf Anhieb begeistert. Sie wollte den "ausgefallenen, aggressiven hochtechnologischen Track" für das Album verwenden:

“I was like: 'Oh my God, Rodney, this is it'... this is exactly what the industry needs. We can maybe change the game with this!'...”

„Ich so: 'Oh mein Gott, Rodney, das ist es' Das ist genau das, was die (Musik-)Industrie braucht. Wir können vielleicht das Game damit verändern“

## Charts und Chartplatzierungen
| ChartsChartplatzierungen       | Höchstplatzierung | Wochen |
| ------------------------------ | ----------------- | ------ |
| Deutschland (GfK)              | 13 (9 Wo.)        | 9      |
| Österreich (Ö3)                | 40 (8 Wo.)        | 8      |
| Schweiz (IFPI)                 | 8 (19 Wo.)        | 19     |
| Vereinigtes Königreich (OCC)   | 4 (12 Wo.)        | 12     |
| Vereinigte Staaten (Billboard) | 7 (18 Wo.)        | 18     |

| ChartsJahrescharts (2002) | Platzierung |
| ------------------------- | ----------- |
| Schweiz (IFPI)            | 80          |